# 高橋正直
高橋 正直（たかはし まさなお、1982年1月18日 - ）は、日本の馬術選手。伊香保バーデンファーム所属。群馬県出身。群馬県立渋川青翠高等学校、明治大学卒業。

## 略歴
1982年1月18日群馬県渋川市生まれ。小学3年生の時に旅行先のオーストラリアで体験したホーストレッキングがきっかけで乗馬の楽しさを知る。小学5年生から障害馬術をはじめ、明治大学入学後に馬場馬術に転向する。2003年に全日本学生馬場馬術賞典、全日本学生総合馬術賞典で優勝。大学卒業後は馬術のために4年半ほどドイツに留学した。
2006年のドーハアジア大会で団体3位、2016年リオデジャネイロオリンピック出場、2018年ジャカルタアジア大会団体優勝。

## 主な成績

### オリンピック競技大会
- 2016年リオデジャネイロ（ ブラジル）
  - 馬場馬術 個人58位、団体11位（ファブリアーノ58）[4][5]

### 世界馬術選手権
- 2018年トライオン（ アメリカ合衆国）
  - 馬場馬術 個人52位、団体14位（ルビコンユニテクノ）[6]

### アジア競技大会
- 2006年ドーハ（ カタール）
  - 馬場馬術 個人5位　団体3位（CLEVELAND 2）[7]
- 2018年ジャカルタ（ インドネシア）
  - 馬場馬術 個人9位、団体1位（ファブリアーノ58）[8][9][10]